# Golden Boy (manga)
Pour les articles homonymes, voir Golden Boy.
Golden Boy (ゴールデンボーイ) est un manga de Tatsuya Egawa. Il a été prépublié entre 1992 et 1997 dans le magazine Super Jump de l'éditeur Shūeisha et a été compilé en un total de dix volumes. La version française fut d'abord publiée par Dynamic Visions mais a été stoppé au bout de cinq volumes. Depuis août 2008, Tonkam a repris l'édition depuis le premier tome dans des volumes de plus grand format.
Il a été adapté en anime en six épisodes de 30 minutes diffusés sous forme d'OAV. En France, elle est distribuée par Dybex.
Une suite intitulée Golden Boy II -Sasurai no Obenkyô Yarô Geinôkai Ôabare Hen- a été prépubliée entre septembre 2010 et mai 2011 dans le magazine Business Jump, et a été compilé en deux volumes,.

## Synopsis
Kintarō Oe (son prénom peut se traduire par « bonhomme d'or », d'où le titre du manga) est un homme à tout faire : balayeur, cuisinier, colleur d'affiches politiques... tout métier est bon pour lui. Sa devise est : Le travail, c'est la santé.
Étudiant à l'université de Tokyo en droit, il a interrompu ses études car il avait déjà tout appris. Depuis, il parcourt le Japon sur son fidèle vélo, apprenant à l'école de la vie.
Au cours de l'histoire, il exercera des métiers fort différents qui l'amèneront à faire des rencontres. Il essaye de tirer un enseignement de chaque rencontre qu'il s'empresse de noter dans des carnets afin d'emmagasiner des connaissances.
Le manga mélange allègrement humour, réflexion et érotisme.

## Liste des volumes
Dynamic Visions
- Volume 1 - août 1999  (ISBN 2-87409-045-X)
- Volume 2 - janvier 2000  (ISBN 2-87409-046-8)
- Volume 3 - août 2000  (ISBN 2-87409-047-6)
- Volume 4 - avril 2001  (ISBN 2-87409-048-4)
- Volume 5 - novembre 2003  (ISBN 2-87409-049-2)

Tonkam
- Volume 1 - 27 août 2008  (ISBN 978-2-84580-936-9)
- Volume 2 - 22 octobre 2008  (ISBN 978-2-84580-937-6)
- Volume 3 - 17 décembre 2008  (ISBN 978-2-84580-938-3)
- Volume 4 - 25 février 2009  (ISBN 978-2-84580-939-0)
- Volume 5 - 8 avril 2009  (ISBN 978-2-84580-940-6)
- Volume 6 - 3 juin 2009  (ISBN 978-2-7595-0104-5)
- Volume 7 - 19 août 2009  (ISBN 978-2-7595-0105-2)
- Volume 8 - 21 octobre 2009  (ISBN 978-2-7595-0106-9)
- Volume 9 - 24 février 2010  (ISBN 978-2-7595-0107-6)
- Volume 10 - 24 février 2010  (ISBN 978-2-7595-0108-3)

## Anime

### Épisodes
| No | Titre français            | Titre japonais          | Titre japonais          | Date de 1re diffusion |
| No | Titre français            | Kanji                   | Rōmaji                  | Date de 1re diffusion |
| --- | ------------------------- | ----------------------- | ----------------------- | --------------------- |
| 01 | Leçons d’informatique     | コンピューターでお勉強  | Konpyūtā de obenkyō     | 27 octobre 1995       |
| Kintarō Ōe de 25 ans est embauché comme homme de ménage dans une entreprise d'informatique. Le personnel se compose uniquement de jeunes femmes, y compris la séduisante Madame la présidente dont Kintarō tombe amoureux. |                           |                         |                         |                       |
| 02 | L’Ange de la séduction    | 乙女の誘惑              | Otome no yūwaku         | 22 novembre 1995      |
| En travaillant pour un candidat au poste de maire corrompu Kintarō rencontre Naoko, la fille de son patron. Naoko demande à Kintarō de lui donner des cours particuliers afin de le séduire.                               |                           |                         |                         |                       |
| 03 | Naissance d'un amour      | 危険!乙女の初恋         | Kiki! Otome no hatsukoi | 22 décembre 1995      |
| Kintarō donne un coup de main dans un petit restaurant d'udon. Il a un choix difficile à faire après avoir appris les arrière-pensées du petit ami de sa collègue.                                                         |                           |                         |                         |                       |
| 04 | Eaux troubles             | 野生の海を泳ぐ          | Yasei no umi o oyogu    | 26 avril 1996         |
| Kintarō suit une belle femme dans une piscine où elle entraîneur en chef. Il finit par la défier dans un cours de natation, sans savoir nager.                                                                             |                           |                         |                         |                       |
| 05 | Jeunesse effrénée         | ノーブレーキの青春      | Nōburēki no seishun     | 24 mai 1996           |
| 06 | L'animation, c'est génial | アニメーションは面白い! | Animēshon wa omoshiroi! | 28 juin 1996          |

### Doublage
| Personnages       | Personnages       | Voix japonaises    | Voix françaises    |
| ----------------- | ----------------- | ------------------ | ------------------ |
| Kintarou Oe       | Kintarou Oe       | Mitsuo Iwata       | Olivier Korol      |
| Mme la présidente | Mme la présidente | Hiromi Tsuru       | Christine Paris    |
| Employée B        | Employée B        | Junko Iwao         |                    |
| Employée D        | Employée D        | Junko Shimakata    |                    |
| Hiroshi Kogure    | Hiroshi Kogure    | Juurouta Kosugi    | Philippe Roullier  |
| Ayuko, Employée A | Ayuko, Employée A | Kikuko Inoue       | Dominique Vallée   |
| Enfant            | Enfant            | Megumi Tano        |                    |
| Instructeur C     | Instructeur C     | Michiko Neya       |                    |
| Chie, Employée E  | Chie, Employée E  | Mika Kanai         |                    |
| Employée C        | Employée C        | Miki Takahashi     |                    |
| Animateur         | Animateur         | Ryuuzou Ishino     |                    |
| Reiko Terayama    | Reiko Terayama    | Sakiko Tamagawa    | Colette Noel       |
| Employé de bureau | Employé de bureau | Wataru Takagi      |                    |
| Ayuko (jeune)     | Ayuko (jeune)     | Yoko Asada         |                    |
| Kogure's girl     | Kogure's girl     | Yoshiko Sakakibara |                    |
| Yuka Kanzaki      | Yuka Kanzaki      | Yuka Koyama        |                    |
| Naoko Katsuda     | Naoko Katsuda     | Yūko Minaguchi     | Marjolaine Poulain |
| Instructeur A     | Instructeur A     | Yūko Mizutani      |                    |
| Noriko            | Noriko            | Yuri Shiratori     |                    |

### Documentation
- Kara, « Excreme Orient », BoDoï, no 52,‎ mai 2002, p. 88.